# Derrick Zimmerman
Derrick Dewayne Zimmerman (* 2. Dezember 1981 in Monroe, Louisiana) ist ein ehemaliger US-amerikanischer Basketballspieler. Zimmerman gelang nicht der Sprung aus der NBA Development League in die am höchsten dotierte Profiliga National Basketball Association (NBA), weshalb er ab 2006 seine Karriere in Europa fortsetzte. Nach Stationen in Deutschland, Italien und Bosnien und Herzegowina spielte er ab 2008 knapp fünf Jahre in der Basketball Superliga Ukraine für verschiedene Vereine. Nach einer kurzen Rückkehr in die höchste deutsche Spielklasse Basketball-Bundesliga, wo er 2013 für die MHP Riesen aus Ludwigsburg unter Vertrag stand, spielt er seit 2014 in der polnischen Tauron Basket Liga bei Energa Czarni.

## Karriere
Von der Wossman High School in seinem Geburtsort wechselte Zimmerman 1999 zum Studium an die Mississippi State University im benachbarten US-Bundesstaat, wo er für die Hochschulmannschaft Bulldogs in der Southeastern Conference der NCAA Division I spielte. 2002 gewann Zimmerman zusammen mit unter anderem Winsome Frazier in der Mannschaft der Bulldogs das Meisterschaftsturnier dieser Conference und zog in die landesweite Endrunde der NCAA ein, in der man jedoch bereits in der zweiten Runde gegen die Longhorns der University of Texas at Austin unterlag. Bei einer weiteren Endrundenteilnahme im Jahr darauf schied man in Zimmermans Abschlussjahr 2003 gegen eine weitere schlechter eingestufte Mannschaft, die Namensvettern der Butler University, bereits in der ersten Runde aus. Trotzdem wurde Zimmerman, der bei Assists und Steals jeweils zu den zwei besten Spielern in der Geschichte der Bulldogs zählt, in der NBA Draft 2003 an 40. Stelle von den Golden State Warriors ausgewählt.
Vor NBA-Saisonbeginn 2003 entließen die Golden State Warriors Zimmerman aus seinen vertraglichen Verpflichtungen und dieser spielte dann für die Riverdragons aus Columbus (Georgia) in der NBA Development League (D-League). Nachdem er im Sommer 2004 über die NBA Summer League und diverse Trainingslager erneut nicht den Sprung in einen Saisonkader geschafft hatte, erreichte er mit den Riverdragons das Finale der D-League 2005. Zusammen mit Ramel Curry, der später ebenfalls in der Ukraine aktiv sein sollte, verloren die Riverdragons jedoch das Finale vor heimischem Publikum deutlich gegen die Asheville Altitude. Anschließend zogen die Riverdragons als Toros nach Austin (Texas) um. Obwohl die Toros mit Marcus Fizer den Most Valuable Player der D-League 2006 stellten, konnten sie erneut nicht in das Finale einziehen. Zimmerman selbst wurde Ende März 2006 zum zweiten Mal hintereinander als „Defensive Player of the Year“ (Verteidiger des Jahres) der D-League ausgezeichnet und durfte im April 2006 zwei Einsätze für die New Jersey Nets absolvieren, deren Interesse er bereits im Sommer 2005 auf sich gezogen hatte.
Nachdem es mit einer längerfristigen Verpflichtung in der NBA nichts wurde, wechselte Zimmerman 2006 nach Europa und spielte als Nachverpflichtung ab Anfang November für die Brose Baskets aus Bamberg in der höchsten deutschen Spielklasse Basketball-Bundesliga. Hier konnte er jedoch nicht alle Erwartungen erfüllen, so dass der Vertrag bereits nach sechs Wochen im Dezember 2006 vorzeitig beendet wurde. Den Rest der Spielzeit spielte Zimmerman in der italienischen Lega Basket Serie A in Avellino zusammen mit seinem ehemaligen Mannschaftskameraden Ramel Curry. Dort reichte es jedoch nur zum letzten Nicht-Abstiegsplatz, den man sich gerade so wegen des besseren direkten Vergleichs gegen Bipop Carire RE sichern konnte. Die Spielzeit 2007/08 spielte Zimmerman in Bosnien und Herzegowina für den Meister aus Široki Brijeg. Nachdem man den nationalen Pokaltitel gewonnen hatte, reichte es jedoch in der Meisterschaft nicht zur Titelverteidigung.
2008 wechselte Zimmerman in die Ukraine und spielte zunächst die folgenden beiden Spielzeiten beim traditionsreichen BK Budiwelnik aus Kiew. Nach der Vizemeisterschaft 2010 wechselte Zimmerman zum BK Howerla aus Iwano-Frankiwsk, mit dem er den dritten Platz in der Meisterschaft 2011 erreichte, während sein Ex-Verein Budiwelnik nach 14 Jahren erstmals wieder die Meisterschaft gewann. In der Spielzeit 2011/12 spielte Zimmerman für Budiwelniks Lokalrivalen BK Kiew, bevor er sich für die Spielzeit 2012/13 dem BK Dnipro-Azot aus Dniprodserschynsk anschloss. Wie der BK Kiew zuvor spielte dieser Verein jedoch am Tabellenende und Ende Februar 2013 trennte man sich, worauf Zimmerman umgehend vom abstiegsbedrohten deutschen Erstligisten Neckar Riesen aus Ludwigsburg für die restliche Saison 2012/13 verpflichtet wurde. Mit dem Verein wurde der sportliche Klassenerhalt knapp verpasst, den sich die Ludwigsburger dann über den Erwerb einer Wild Card sicherten. Zimmerman bekam erst Anfang 2014 einen neuen Vertrag bei Energa Czarni aus Słupsk in der Polska Liga Koszykówki für den Rest der Saison.